# Drosanthemum lavisii
Drosanthemum lavisii är en isörtsväxtart som beskrevs av L. Bol. Drosanthemum lavisii ingår i släktet Drosanthemum och familjen isörtsväxter. Inga underarter finns listade i Catalogue of Life.